# Carlo Felice Trossi

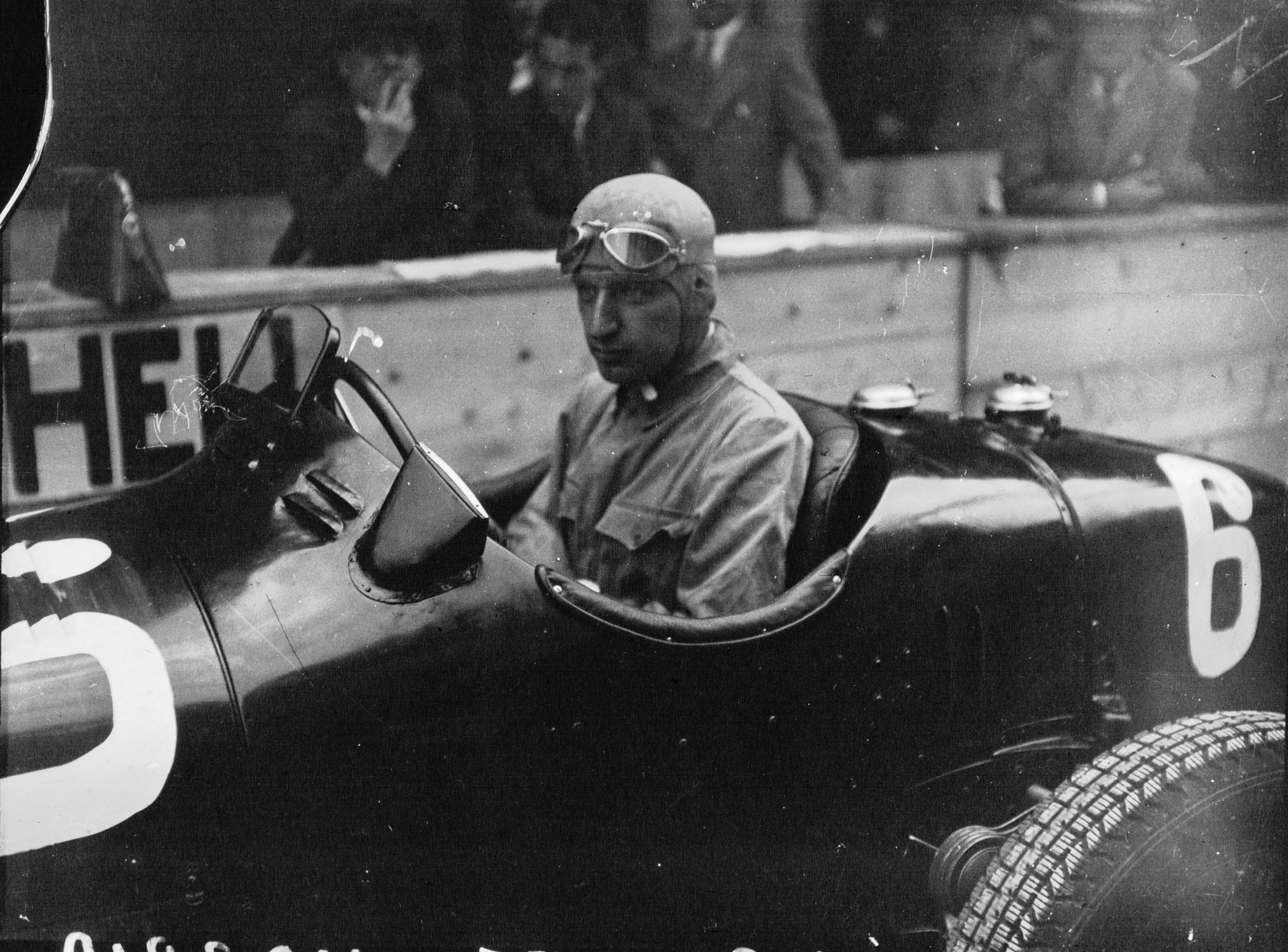
Trossi in de Grand Prix van Montreux 1934

Graaf Carlo Felice Trossi (Biella, 27 april 1908 – Milaan, 9 mei 1949) was een Italiaans autocoureur en -constructeur. 

## Carrière
Tijdens zijn carrière reed Trossi voor drie teams: Mercedes-Benz, Alfa Romeo en kort voor Maserati. Hij won de Grand Prix van Italië 1947 en de Grand Prix van Zwitserland 1948.
Zijn hobby's waren raceboten, vliegtuigen en auto's. Trossi was ook kort de president van Scuderia Ferrari in 1932. Enzo Ferrari zei over hem: "Hij was een groot racer maar wilde nooit de moeite doen om een dominante positie te bereiken. Ik herinner hem met emotie omdat hij een van de eersten was die in mijn team geloofde."
Trossi overleed op 41-jarige leeftijd aan een hersentumor.